# Grynex martini
Grynex martini là một loài bọ cánh cứng trong họ Cerambycidae.